# Pectinatellidae
Pectinatellidae is een familie van mosdiertjes uit de orde Plumatellida  en de klasse Phylactolaemata.

## Geslacht
- Pectinatella Leidy, 1852

Niet geaccepteerd geslacht:
- Afrindella Wiebach, 1964 → Plumatella Lamarck, 1816